# The Planter's Wife
The Planter's Wife è un cortometraggio muto del 1908 diretto da David W. Griffith, che ne scrisse anche la sceneggiatura.

## Trama
La moglie di John Holland, un modesto piantatore, è stufa della vita che conduce in campagna e resta irretita dal fascino di Tom Roland, uno spregevole individuo. Il marito non sospetta nulla, così come la cognata Nellie, una ruvida ragazza che scopre per prima la fuga della sorella. Preso un revolver, si getta all'inseguimento della coppia cavalcando a briglia sciolta. Giunta all'imbarcadero, minaccia con il revolver il barcaiolo e, per tenere dietro ai due fuggitivi, si fa portare in barca da lui. Coprendosi il volto, quando li raggiunge, spara verso di loro: Roland, spaventato, si butta in acqua, fuggendo a nuoto. Nellie recupera la sorella e, sempre senza farsi riconoscere, la riporta a casa dove, finalmente, rivela la sua vera identità. La moglie, allora, si ribella e, nella lotta, si impadronisce del revolver. Roland, che le ha seguite, entra in casa e aggredisce Nellie, cercando di strangolarla. La sorella spara, ferendolo a un braccio. In quel momento arriva John, che era stato via per lavoro. Completamente ignaro di tutto quello che è successo, accoglie tra le braccia la moglie, pentita della propria follia. La pace ritorna nella piccola casa, grazie a Nellie, il maschiaccio.

## Produzione
Prodotto dalla American Mutoscope & Biograph, il film fu girato a Little Falls, in New Jersey.

## Distribuzione
Il copyright del film, richiesto dall'American Mutoscope and Biograph Co., fu registrato il 14 ottobre 1908 con il numero H117027.
Distribuito dalla American Mutoscope & Biograph, il film - un cortometraggio di circa quattordici minuti - uscì nelle sale il 20 ottobre 1908. In Spagna, il film prese il titolo di Malasia.
Non si conoscono copie ancora esistenti della pellicola che viene considerata presumibilmente perduta
.